# Havekål
Havekål (Brassica oleracea), også skrevet have-kål, er en toårig plante, som egentlig er knyttet til klippekyster ved Den Engelske Kanal. Den har været dyrket langt tilbage i tiden og kendes i dag næsten ikke i sin oprindelige form, men efterhånden kun i de mange fremavlede underarter og sorter.
Alle dele af planten indeholder flavonoider og svovlforbindelser, som giver den karakteristiske, svovlede lugt, når planten beskadiges. Bladene indeholder oplagret vand og stivelse, som bliver brugt i tørke og ved blomstringen.

## Beskrivelse
Havekål er en toårig plante, der første år danner en bladroset, og som næste år sætter et opret, blomstrende skud med talrige blomster. Bladene er lidt læderagtige og ofte overtrukket af et lyseblåt vokslag. Hos den vilde art er bladene ægformede med dybt indskårne lapper. Bladranden er uregelmæssigt tandet eller bugtet, og begge sider er hårløse. 
Blomstrer i maj-september med 4-tallige, lysegule blomster samlet i en endestillet top. Frugterne er smalle, stilkede skulper, som rummer mange olieholdige frø.
Rodnettet er dybtgående med en lodret pælerod og mange, kraftige siderødder.
Højde x bredde og årlig tilvækst: 1,75 x 0,35 cm (100 x 35 cm/år). Dette gælder den vilde art. De talrige, dyrkede former har ofte væsentlig anderledes vækstformer.

## Hjemsted
Havekål hører oprindeligt hjemme på klippekyster langs Vest- og Sydeuropa, hvor den foretrækker kalkklipper med rigeligt tangopskyl, og planten tåler et højt indhold af salt i jorden. Derimod bliver den let undertrykt på steder, hvor andre arter kan overskygge den. 
På strækningen mellem Polruan og Polperro i Cornwall, Storbritannien, består kysten af sedimenter (komprimeret ler og sandsten) med bånd af kalksten. På disse klipper vokser arten sammen med bl.a. Asplenium obovatum (en art af radeløv), Carex punctata (en art af star), Euphorbia portlandica (en art af vortemælk), italiensk arum, Lotus angustissimus, Lotus subbiflorus (arter af kællingetand), Polygonum maritimum (en art af pileurt), vedbendgyvelkvæler og ægte venushår

## Sorter
Den vilde art er fremavlet i en række dyrkede former:
- Brassica napus var. napobrassica  – kålroe eller kålrabi (oprindelig opstået som en krydsning med majroe).
- Brassica oleracea convar. acephala var. laciniata, synonym: Brassica oleracea var. sabellica – grønkål.
- Brassica oleracea convar. acephala var. palmifolia – Palmekål, Sortkål.
- Brassica oleracea convar. acephala var. sabellica – Toscansk Palmekål.
- Brassica rapa subsp. pekinensis – kinakål.
- Brassica oleracea var. botrytis – blomkål.
- Brassica oleracea var. capitata – hvidkål og rødkål.
- Brassica oleracea var. gemmifera – rosenkål.
- Brassica oleracea varf. gongylodes – glaskål.
- Brassica oleracea var. italica – broccoli.

## Note
1. ↑  Cornwall County Council: Polruan to Polperro (engelsk)